# Andrejci
Andrejci este o localitate din comuna Moravske Toplice, Slovenia, cu o populație de 222 de locuitori.